# Сан Себастијано (Верчели)
Сан Себастијано је насеље у Италији у округу Верчели, региону Пијемонт.
Према процени из 2011. у насељу је живело 25 становника. Насеље се налази на надморској висини од 497 м.